# Anne-Wilhelmine d'Anhalt-Dessau
Anne-Wilhelmine d'Anhalt-Dessau (13 juin 1715, Dessau – 2 avril 1780, à Dessau), est une princesse allemande de la maison d'Ascanie de la branche d'Anhalt-Dessau.
Elle est la troisième fille de Léopold Ier d'Anhalt-Dessau et de son épouse morganatique Anna Louise Föhse.

## Biographie
Comme l'enfant préféré de son père, Anne Wilhelmine est reçu le manoir Mosigkau près de Dessau comme résidence en 1742. La princesse, qui reste célibataire toute sa vie, commence des travaux de rénovation sur sa nouvelle maison avec un architecte de l'école saxonne. À partir de 1757, elle passe ses étés dans le nouveau palais Mosigkau.
Son talent de finances devient célèbre quand son frère Maurice lui laisse le contrôle sur l'administration de sa maison et des biens pendant la durée de sa fatale blessure de guerre en 1759.
Dans l'année de sa mort, Anna Wilhelmine ordonne l'établissement d'un "couvent de nobles dames" (en allemand : Hochadligen Fräuleinstiftes) au château de Mosigkau. Le couvent existe jusqu'en 1945. Depuis lors, le château est accessible en tant que musée.